# Stelis septicola
Stelis septicola är en orkidéart som beskrevs av Carlyle August Luer och Endara. Stelis septicola ingår i släktet Stelis och familjen orkidéer. Inga underarter finns listade i Catalogue of Life.